# Wu-Tang Clan
Wu-Tang Clan (ˈwuːtæŋklæn) — хардкор-рэп группа из Статен-Айленда, Нью-Йорк, США.
Группа состоит из девяти человек (после смерти Ol' Dirty Bastard в 2004 их стало 8). Все участники команды выпустили сольные альбомы, также существует множество сторонних проектов, составляющих формацию Wu-Family (Wu-Fam). Одной из главных целей группы было стать империей, которая могла бы контролировать хип-хоп общество путём дружественных команд, разделяющих их мнение.
Несмотря на то, что манера исполнения группы формировалась в течение многих лет, стиль Wu-Tang хорошо известен своей тяжёлой музыкой и агрессивной лирикой, которая рассказывает о жизни в Нью-Йорке и пересекается с фразами из китайских и японских фильмов о самураях, клане Удан и монахах Шаолиня.

## Основание
Основателями Wu-Tang Clan были GZA, Ol' Dirty Bastard и RZA (которые также были участниками распавшейся к тому времени группы All In Together Now Crew) остальными участниками группы стали знакомые и друзья из Статен-Айленд. RZA является негласным лидером группы и продюсером альбомов многих участников группы. Двое кузенов RZA и GZA создали свои псевдонимы путём обработки на винилах слов «razor» (бритва) и «genius» (гений). Название же группы берет своё название от Удан (англ. Wudang) — гор в провинции Хубэй в Китае, которые традиционно были центром китайских боевых искусств. The RZA и Ol' Dirty Bastard взяли свои псевдонимы из фильма Shaolin и Wu-Tang про кун-фу, в котором рассказывалось про воинов, владеющих стилем борьбы Wu-Tang (много диалогов из фильма встречаются на первом альбоме группы). Также существует несколько расшифровок названия группы, таких как «Witty Unpredictable Talent And Natural Game» (остроумный непредсказуемый талант и естественная сила) и «We Usually Take All Niggaz Garments» (обычно мы надеваем одежду негров).
Впервые Wu-Tang Clan получил признание от фанов и крупных звукозаписывающих лейблов в 1993 году, после выпуска своего сингла Protect Ya Neck, который дал группе заметный толчок в дальнейшем продвижении. Первый альбом группы Enter the Wu-Tang (36 Chambers) был выпущен в 1993 году на лейбле Loud/RCA. Примечательно то, что The RZA подписал контракт с лейблом, согласно которому каждый из участников группы мог независимо записываться на других лейблах.
Enter the Wu-Tang (36 Chambers) получил положительные отзывы от критиков. Этот альбом зарекомендовал Клан как влиятельную и неординарную рэп-группу. Это позволило GZA, The RZA, Raekwon, Method Man, Ol' Dirty Bastard и Ghostface Killah подписать сольные контракты и выпустить альбомы в начале 1990-х годов.

## Wu-Tang Forever
После того, как вышел первый круг сольных альбомов, Wu-Tang Clan собрался вновь, для того, чтобы выпустить альбом Wu-Tang Forever. Это был альбом, которого поклонники ждали с нетерпением. На первой неделе, продажи превысили 600,000 копий. Заглавной песней на этом двухдисковом альбоме была Triumph, одна из немногих песен, где присутствуют все девять участников Клана (правда, Ol' Dirty Bastard сказал лишь вступление). В лирике заметно воздействие учения Нации 5 %, которым начали увлекаться участники Клана, и которое тесно связано с нумерологией. Но несмотря на успех альбома, тур в поддержку был отменен на середине. По слухам, это произошло из-за разногласий внутри группы.
Выпуск Wu-Tang Forever также ознаменовал окончание «пятилетнего плана» The RZA, направленного на захват хип-хоп рынка, в течение пяти лет с момента образования группы. После успеха Wu-Tang Forever, The RZA объявил о том, что он перестает контролировать всю деятельность Wu-Tang Clan. Этот шаг был направлен на то, чтобы Wu-Tang империя продолжала разрастаться и охватывать больший хип-хоп рынок. Благодаря этому продуманному шагу, в следующие два года в свет вышло большое количество альбомов Wu-Family.

## Экспансия
Сразу после Wu-Tang Forever, Клан сфокусировался на развитии дружественных групп и участников. В 1998 году вышел альбом близкого к Клану исполнителя Killah Priest — Heavy Mental, который получил одобрение критиков. Дружественные команды Sunz Of Man и Killarmy (участником которой является младший брат The RZA) также выпустили альбомы.
В том же, 1998 году  начал карьеру эксцентричного безумца, благодаря чему он регулярно появлялся в заголовках газет и также регулярно попадал в тюрьму. На вручении музыкальной награды Grammy, ODB, недовольный тем, что Клан проиграл в номинации лучший рэп-альбом, взобрался на сцену и прервав ведущую, объявил, что Wu-Tang Clan лучше чем Puff Daddy (именно он выиграл в этой номинации) и что музыка Клана для детей и учит детей. Позже он объявил о смене имени на Big Baby Jesus, хотя он практически никогда не пользовался им. Ol' Dirty Bastard несколько раз был арестован за самые разнообразные нарушения: нападение на полицейского, драка, мелкое воровство, хранение кокаина, неуплачивание алиментов (у него было 13 детей). Также на его счету ношение бронежилета на следующий день после принятия закона о запрете ношения бронежилета.
Несмотря на эти проблемы, Клан продолжал выпускать сольные альбомы участников. В течение трех лет вышли Bobby Digital (The RZA), Tical 2000: Judgement Day (Method Man), Blackout! (Method Man и Redman), Beneath the Surface (GZA), Nigga Please (Ol' Dirty Bastard), Golden Arms Redemption (U-God), Immobilarity (Raekwon), Supreme Clientele (Ghostface Killah) и Uncontrolled Substance (Inspectah Deck). The RZA также написал саундтрек для фильма Джима Джармуша Пёс-призрак: путь самурая.
Но, несмотря на то, что вышло достаточно большое количество альбомов участников Клана, этот период также ознаменовался большим количеством довольно слабых альбомов дружественных команд. В результате этого, хип-хоп рынок был перенасыщен Wu-Tang продукцией. Несмотря на это, такие яркие участники Клана как Method Man и Ol' Dirty Bastard, все равно оставались популярными среди слушателей. Одной из причин снижения популярности Клана также было то, что стиль группы начал подделываться другими исполнителями. Также, большинство альбомов, вышедших после Wu-Tang Forever продюсировались малоизвестными продюсерами.

## Последние события
В 2000 году группа вновь собралась для записи нового альбома, не участвовал только Ol' Dirty Bastard, который отбывал наказание в калифорнийской тюрьме. Альбом, получивший название The W в большинстве своем был одобрен критиками. Хитом на альбоме стала песня Gravel Pit. В 2001 году вышел второй альбом The RZA — Digital Bullet и Bulletproof Wallets (Ghostface Killah). Последним альбомом группы в полном составе, но без ODB (который до сих пор был в тюрьме) стал Iron Flag, этот альбом получил негативные отзывы от поклонников и критиков. Iron Flag часто сравнивали с первым альбомом группы.
Следующие два года после выпуска в 2002 году альбома GZA — Legend of the Liquid Sword, ознаменовались большим количеством сольных альбомов: Tical 0: The Prequel (Method Man), The Lex Diamond Story (Raekwon), The Pretty Toney Album (Ghostface Killah), The Movement (Inspectah Deck), No Said Date (Masta Killa), также несколько альбомов участников Wu-Fam. The Pretty Toney Album, выпущенный Ghostface Killah, был одобрен прессой и критиками и вошёл в состав лучших рэп-альбомов 2004 года. Альбом Masta Killa No Said Date порадовал поклонников своим довольно простым, но в то же время притягивающим звучанием. В то же время альбомы Raekwon, Inspectah Deck, и Method Man, получили самые разнообразные отзывы, как от прессы, так и от фанов.
В 2004 году также состоялось происшествие, всколыхнувшее фанов Клана, впервые за несколько лет Wu-Tang Clan выступил в полном составе. Группа была хедлайнером на фестивале Rock The Bells в Калифорнии. Через некоторое время концерт вышел на DVD вместе со сборником лучших хитов. Это всколыхнуло поклонников, пошли слухи о том, что Клан готовится к выпуску нового альбома, хотя ничего конкретного не объявлялось. Смерть ODB оборвала его работу над новым альбомом, который он записывал на лейбле известного рэпера Jay-Z — Roc-a-Fella Records. Эти песни вместе с ранее неизданными треками были выпущены в посмертном микстейпе, озаглавленном Osiris. В 2005 году вышел альбом GZA совместно с DJ Muggs из Cypress Hill
5 мая 2019 года в Статен-Айленде, одном из пяти боро Нью-Йорка, прошла торжественная церемония открытия нового района, названного в честь Wu-Tang Clan. Власти города объединили несколько улиц в районе Парк Хилл под общим названием Wu-Tang Clan District. Это место расположено на пересечении Targee Street и Vanderbilt Avenue, где и выросли члены Клана. В своих треках Wu-Tang Clan часто называли Статен-Айленд Шаолинем, и теперь наверняка в переименованных в их честь район будут совершать паломничество многие поклонники.
17 мая 2019 года коллектив выпустил новый мини-альбом, вдохновленный сериалом «Showtime’s Of Mics And Men». За продакшен пластинки отвечает DJ Mathematics.
В треклист «Of Mics and Men» вошло 7 треков. В ЕР были включены скиты от Nas и создателя сериала «Luke Cage» Cheo Hodari Coker..
В альбоме YSIV исполнителя Logic присутствует трек Wu Tang Forever, записанный совместно со всеми участниками WTC.
Во второй половине 2020 года на русском языке вышла биография Wu-Tang Clan. Автором книги стал U-God (Ламонт Хокинс).

## Появления в кино и на телевидении
The RZA, Cappadonna и Killarmy (одна из групп входящих в Wu-Fam) появляются в эпизоде сериала «Шоу Ларри Сандерса», в двух сценах. В одной они зачитывают песню And Justice For All, а в другой разговаривают с одним из главных героев Хэнгом Кингсли (Джефри Тамбор)
Персонаж манги «Jojo's Bizzare Adventure: Stardust Crusaders» Форевер назван в честь альбома группы Wu-Tang Forever
В фильме Джима Джармуша 1999 года «Пёс-призрак: путь самурая», The RZA сыграл эпизодическую роль, а также написал саундтрек. В 2003 году The RZA и GZA снялись в одной из частей фильма «Кофе и сигареты» вместе с Биллом Мюреем. RZA также снялся в «Цена измены», «13-й район: Кирпичные особняки» и сериале «Блудливая Калифорния». Но наиболее известен кинозрителям Method Man, благодаря большому количеству сыгранных ролей в таких фильмах как «187», «Чёрное и белое» (помимо Клиффорда Смита, в фильме снимается ещё 4 участника группы), «Тюрьма Оз», «Торчки», «Молодые папаши», «Прослушка», «Живот» и «Улётный транспорт». Многие участники Wu-Tang снялись в третьей части комедии «Очень страшное кино 3» во время перестрелки рэперов.
В 2004 было снято 9 серий сериала «Method & Red Show» после чего сериал был закрыт. В 2019 году на Hulu вышел полубиографический мини-сериал «Wu-Tang: Американская сага».
В 2018-м году Method Man снялся в сериале The Last OG. В этом сериале также присутствуют отсылки на Wu-Tang Clan
В 2021-м году RZA сыграл в фильме «Никто».

## Участники Wu-Tang Clan и их прозвища
Ghostface Killah (коротко: Ghost) (Dennis Coles)
- Tony Stark (из комикса Iron Man)
- Ghostface
- Pretty Toney
- Tone-Tanna
- General Tony Starks
- Starkey Love
- Wally Champ
- Ironman
- Black Jesus
- Ghost Deini

The GZA (Джизза) (Gary Grice)
- The Genius
- Allah Justice
- Justice
- The Scientist
- The Head
- Maximillion

Inspectah Deck (коротко: INS, deck) (Jason Hunter)
- Fifth Brother
- Rebel INS
- Ayatollah
- Manifesto
- Charliehorse
- Rollie Fingers

Masta Killa (коротко: Masta) (Elgin Turner)
- High Chief
- Jamel Irief
- Noodles

Method Man (коротко: Meth) (Clifford Smith)
- The Ghost Rider (из комикса Ghost Rider)
- Johnny Blaze
- Methtical (Meth-tical)
- MZA («The Mizza»)
- Shakwon
- The Panty Raider
- Tical
- Ticallion Stallion
- Hot Nixon
- John-John McLane
- John-John Blaizini
- Johnny Dangerous
- Long John Silver
- Iron Lung
- Hot Nikkels
- Meth
- Mef

† Ol' Dirty Bastard (коротко: ODB, Dirty) (Russell Jones)
- Big Baby Jesus
- Ol' Dirt Dog
- Joe Bananas
- Freeloading Rusty
- Dirt McGirt
- The Projessor
- The Bebop Specialist
- The Specialist
- Prince Delight
- Unique Ason
- Cyrus
- Dirt Schultz
- Joe Bannanas
- Ol' Dirty BZA
- Osiris
- Brother Osiris
- A son Unique

Raekwon The Chef (коротко: Rae) (Corey Woods)
- Lex Diamonds
- Louis Diamonds
- Louis Rich
- Rick Diamonds
- Shallah
- Shallah Raekwon

The RZA (Риза) (Robert Diggs)
- Bobby Steels
- Bobby Digital
- The Abbot
- Chief Abbot
- The Scientist
- Prince Delight
- Prince Dynamite
- Prince Rakeem
- RZArecta (от «resurrector», пробуждающий мертвых разумом)
- Ruler Zig-Zag-Zig-Allah
- Funny bone tickelah

U-God (Lamont Hawkins)
- 4-Bar Killer
- Baby U
- Universal God of Law
- Four-Bar Killer
- Golden Arms
- Lucky Hands
- UGodz-Illa

## Дискография

### Студийные альбомы
- Enter the Wu-Tang (36 Chambers) (1993)
- Wu-Tang Forever (1997)
- The W (2000)
- Iron Flag (2001)
- 8 Diagrams (2007)
- A Better Tomorrow (2014)
- Once Upon a Time in Shaolin (2015)

### Сборники
- The Swarm (1998)
- Wu-Chronicles (1999)
- Wu-Chronicles, Chapter 2 (2001)
- The Sting (2002)
- Disciples of the 36 Chambers: Chapter 1 (2004)
- Legend of the Wu-Tang Clan (2004)
- Wu-Tang Meets the Indie Culture (2005)
- Mathematics Presents Wu-Tang Clan & Friends Unreleased (2007)
- Wu-Tang Clan's Greatest Hits (2007)
- Wu-Box: Cream of the Clan (2007)
- Return of the Swarm (2007)
- Return of the Swarm, Vol. 4 (2007)
- Wu XM Radio (2007)
- Lost Anthology (2007)
- Return of the Swarm, Vol. 5 (2008)
- Soundtracks from the Shaolin Temple (2008)
- Wu: The Story of the Wu-Tang Clan (2008)
- Killa Bees Attack (2008)
- Wu-Tang Chamber Music (2009)
- Wu-Tang Meet the Indie Culture, Vol. 2 (2009)
- Legendary Weapons (2011)
- The Essential Wu-Tang Clan (2013)
- The Saga Continues (2017)